# جعفر بن المأمون
جَعْفَر بن عبدُ الله المأمُون بن هارُون الرَّشيد بن مُحَمد المِهْدِيّ بن عبدِ الله المَنْصُور العبَّاسِيُّ الهاشِميُّ القُرشيُّ (توفي سنة 275 هـ / 888 م) هو أميرٌ عبَّاسِيّ، وابن الخليفة عبدُ الله المأمُون وأمُّ ولد تُدعى تُرُنْجَة، روى عن أبيه، يتهمهُ بعض المُؤرِّخين الشِّيعة مثل المسعودي، بأنه تعاون مع عمِّه الخليفة المُعْتَصِم بالله في تدبير الحيل لقتل تاسع الأئمة الشيعة، مُحَمد الجَواد.

## ولادته
حينما ولد الأمير جَعْفَر، دخل المُهنئين من الناس والشُّعراء على أبيه الخليفة المأمُون، وبأصنافٍ من التهاني، ومن ذلك قول أحد الشُّعراء:
فأمر لهُ المأمُون بعشرة آلاف درهم جزاء شِعره.

## نسبه
هو جَعْفَر بن عبدُ الله المأموُن بن هارُون الرَّشيد بن مُحَمَّد المِهديّ بن عَبدُ الله اَلمَنْصُور بن مُحَمَّد بن عَلِيّ بن عَبدِ الله بن العَبَّاس بن عَبد المُطَّلِب بن هاشِم بن عَبد مَناف بن قُصي بن كِلاب بن مُرة بن كَعب بن لُؤي بن غالِب بن فَهر بن مالِك بن النَّضر بن كِنانة بن خُزَيمة بن مُدرِكة بن إلياس بن مَضَر بن نِزار بن مَعد بن عدنان.

## سيرته الشخصية
ذكره المُؤرِّخ الشِّيعِيُّ المَسْعُودي قائلًا: «فلما انصرف أبو جعفر (عليه السّلام) إلى العراق لم يزل المعتصم و جعفر بن المأمون يدبرون و يعملون في الحيلة في قتله فقال جعفر لاخته أم الفضل و كانت لامه و أبيه في ذلك؛ لأنّه وقف على انحرافها عنه و غيرتها عليه لتفضيله أم أبي الحسن ابنه عليها مع شدّة محبتها له و لأنّها لم ترزق منه ولدا. فأجابت أخاها جعفرا و جعلوا سمّا في شي‌ء من عنب رازقي و كان يعجبه العنب الرازقي. فلما أكل منه ندمت و جعلت تبكي».